# Списак ратова
Ово је хронолошки списак ратова, уколико је непотпун, слободно га допуните.

## Антички ратови
- 1194. п. н. е. - 1184. п. н. е. Тројански рат
- 740. п. н. е. - 640. п. н. е. Месенијски ратови
- 595. п. н. е. - 590. п. н. е. - Први свети рат
- 499. п. н. е. - 449. п. н. е. Грчко-персијски ратови
- 460. п. н. е. - 445. п. н. е. - Први пелопонески рат
- 431. п. н. е. - 404. п. н. е. Пелопонески рат
  - 415. п. н. е. Сицилијанска експедиција
- 343. п. н. е. - 341. п. н. е. Први самнитски рат
- 336. п. н. е. - 323. п. н. е. Ратови Александра Великог
- 326. п. н. е. - 304. п. н. е. Други самнитски рат
- 323. п. н. е. - 322. п. н. е. Ламијски рат
- 323. п. н. е. - 281. п. н. е. Ратови Александрових наследника (дијадоха)
- 298. п. н. е. - 290. п. н. е. Трећи самнитски рат
- 280. п. н. е. - 275. п. н. е. Пиров рат
- 274. п. н. е. - 271. п. н. е. Први сиријски рат
- 264. п. н. е. - 241. п. н. е. Први пунски рат
- 260. п. н. е. - 253. п. н. е. Други сиријски рат
- 245. п. н. е. - 241. п. н. е. Трећи сиријски рат
- 229. п. н. е. - 228. п. н. е. Први илирски рат
- 220. п. н. е. - 219. п. н. е. Други илирски рат
- 219. п. н. е. - 217. п. н. е. Четврти сиријски рат
- 218. п. н. е. - 202. п. н. е. Други пунски рат
- 215. п. н. е. - 205. п. н. е. Први римско-македонски рат
- 202. п. н. е. - 200. п. н. е. Пети сиријски рат
- 200. п. н. е. - 196. п. н. е. Други римско-македонски рат
- 195. п. н. е. - Лаконски рат
- 192. п. н. е. - 188. п. н. е. Сирски рат
- 171. п. н. е. - 168. п. н. е. Трећи римско-македонски рат
- 149. п. н. е. - 148. п. н. е. Четврти римско-македонски рат
- 149. п. н. е. - 146. п. н. е. Трећи пунски рат
- 136. п. н. е. - 132. п. н. е. Први робовски рат
- 111. п. н. е. - 105. п. н. е. Југуртин рат
- 104. п. н. е. - 100. п. н. е. Други робовски рат
- 91. п. н. е. - 88. п. н. е. Савезнички рат у Риму
- 73. п. н. е. - 71. п. н. е. Трећи робовски рат, зван и Спартаков устанак
- 58. п. н. е. - 51. п. н. е. Галски рат
- 49. п. н. е. - 46. п. н. е. Цезаров грађански рат
- 43. п. н. е. - 31. п. н. е. Мутински рат
- 316. —{Bellum Cibalense}-
- 377—382. - Готски рат 377—382.

## Средњи век
- 526—532. - Иберијски рат
- 535—552. - Готски рат 535—552.
- 754—773. - Франачко-лангобардски ратови
  - 754. - Први франачко-лангобардски рат
  - 756. - Други франачко-лангобардски рат
  - 773. - Трећи франачко-лангобардски рат
- 788—796. - Франачко-аварски ратови
- 860—1043. - Византијско-руски ратови
  - 860. - Руско-византијски рат (860)
  - 907. - Руско-византијски рат (907)
  - 941. - Руско-византијски рат (941)
  - 970—971. - Руско-византијски рат (970-971)
  - 987. - Руско-византијски рат (987)
  - 1024. - Руско-византијски рат (1024)
  - 1043. - Руско-византијски рат (1043)
- 1066. - Норманско освајање Енглеске
- 1096—1291. - Крсташки ратови
- 1096—1099. - Први крсташки рат
  - 1095—1096. - Просјачки крсташки поход, зван и Сељачки крсташки рат
  - 1096. — Немачки крсташки рат
  - 1100—1101. - Крсташки рат 1101., зван и Крсташки рат малодушних
- 1106—1120. - Грађански рат у Србији (1106—1120)
- 1127—1129. - Угарско-византијски рат (1127—1129)
- 1147—1149. - Други крсташки рат
- 1180—1185. - Гемпеи рат
- 1189—1192. - Трећи крсташки рат
- 1202—1204. - Четврти крсташки рат
- 1209—1229. - Албигеншки рат, зван и Албижански рат и Катарски крсташки рат
- 1212. — Дечји крсташки рат
- 1217—1221. - Пети крсташки рат
- 1228—1229. - Шести крсташки рат
- 1248—1254. - Седми крсташки рат
- 1270. — Осми крсташки рат
- 1271—1272. - Девети крсташки рат
- 1282—1302. - Рат сицилијанске вечерње
- 1321—1328. - Династички сукоби у Византији (1321-1328)
- 1324. — Сенсардоски рат
- 1337—1453. - Стогодишњи рат
- 1341—1347. - Династички сукоби у Византији (1341-1347)
- 1396—1456. - Крсташки ратови против Османлија
  - 1396. — Никопољски крсташки рат
  - 1444. — Варнински крсташки рат
  - 1448. — Мађарско-турски рат 1448.
- 1448. - Косовски крсташки рат
  - 1456. — Крсташки рат 1456.
- 1409—1411. - Пољско-литванско-тевтонски рат
- 1420—1436. - Хуситски ратови
  - 1420. — Први антихуситски крсташки рат
  - 1422—1423. - Други антихуситски крсташки рат и грађански рат
  - 1423. — Трећи антихуситски крсташки рат
- 1454—1466. - Тринаестогодишњи рат
- 1455—1485. - Ратови ружа
- 1467—1477. - Онин рат
- 1499. — Швапски рат

## Барут, мускета, топ
- 1494—1559. - Италијански ратови
  - 1494—1495. - Италијански рат (1494—1495)
  - 1499—1504. - Италијански рат (1499—1504)
  - 1508—1516. - Рат Камбрајске лиге
  - 1521—1526. - Италијански рат (1521—1526)
  - 1526—1530. - Рат Коњачке лиге
  - 1536—1538. - Италијански рат (1536—1538)
  - 1542—1546. - Италијански рат (1542—1546)
- 1524—1525. - Немачки сељачки рат
- 1546—1547.- Шмалкалдски рат
  - 1551—1559. - Италијански рат (1551—1559)
- 1558—1583. - Ливонски рат
- 1563—1570. - Северни седмогодишњи рат
- 1585-1604. - Англо-шпански рат
- 1593—1606. - Дуги рат, зван и Петнаестогодишњи рат
- 1600-1611. - Пољско-шведски рат
- 1617-1629. - Пољско-шведски рат
- 1618—1648. - Тридесетогодишњи рат
- 1625-1630. - Англо-шпански рат
- 1635-1659. - Шпанско-француски рат
- 1640-1668. - Рат за обнову Португала
- 1642—1651. - Енглески грађански рат, зван и Енглеска револуција
  - 1642—1645. - Први грађански рат
  - 1648—1649. - Други грађански рат
  - 1649—1651. - Трећи грађански рат
- 1643-1645. - Торстенсен рат
- 1645—1669. - Кандијски рат, зван и Шести османско-венецијански рат
- 1652. - 1654. - Први англо-холандски поморски рат
- 1654—1667. - Руско-пољски рат (1654—1667)
- 1654—1660. - Англо-шпански рат
- 1655—1660. - Пољско-шведски рат
- 1657-1658. - Шведско-дански рат
- 1663-1664. - Аустријско-турски рат
- 1665-1667. - Други англо-холандски поморски рат
- 1667—1668. - Деволуционарни рат
- 1668—1697. - Рат Велике алијансе, зван као Деветогодишњи рат и Рат Аугзбуршког савеза и Рат за палатинско наслеђе
- 1672—1678. - Француско-холандски рат
- 1672—1674. - Трећи англо-холандски поморски рат
- 1674-1679. - Шведско-бранденбуршки рат
- 1675—1676. - Рат краља Филипа
- 1675-1679. - Шведско-дански рат
- 1683—1699. - Велики турски рат, зван и Велики бечки рат
- 1700—1721. - Велики северни рат, зван и Нордијски рат
- 1701—1714. - Рат за шпанско наслеђе
- 1702—1713. - Рат краљице Ане
- 1714—1718. - Турско-млетачки рат
- 1716—1718. - Аустријско-турски рат (1716-1718)
- 1727-1729. - Англо-шпански рат
- 1735—1739. - Руско-аустријско-турски рат (1735-1739)
- 1740—1748. - Рат за аустријско наслеђе
- 1740—1742. - Први шлески рат
- 1744—1745. - Други шлески рат
- 1744—1748. - Рат краља Џорџа
- 1756—1763. - Седмогодишњи рат, зван и Трећи шлески рат
- 1768—1774. - Први руско-турски рат
- 1775—1783. - Амерички рат за независност
- 1778—1779. - Рат за баварско наслеђе, зван и Кромпирски рат
- 1778—1780. - Руско-шведски рат (1788—1790)
- 1787—1792. - Руско-турски рат (1787—1792)
- 1788—1791. - Аустријско-турски рат
- 1792—1802. - Француски револуционарни ратови
  - 1792—1797. - Рат прве коалиције
  - 1799—1802. - Рат друге коалиције
- 1794. — Кошћушков устанак
- 1798—1801. - Америчко-француски поморски рат

## Пушка
- 1802—1815. - Наполеонови ратови
- 1804—1813. - Први српски устанак
- 1804—1835. - Српска револуција
  - 1806. — Рат треће коалиције
  - 1806—1807. - Рат четврте коалиције
- 1807—1812. - Англо-руски поморски рат
- 1807—1814. - Англо-дански рат
  - 1808—1814. - Рат за шпанску независност
  - 1809. — Рат пете коалиције
  - 1812—1814. - Рат шесте коалиције
- 1815—1817. - Други српски устанак
  - 1815. — Рат седме коалиције
- 1806—1812. - Руско-турски рат (1806—1812)
- 1808—1809. - Фински рат
- 1809—1830. - Борба за независност Латинске Америке
  - 1811—1823. - Рат за независност Венецуеле
- 1809. — Машићка буна
- 1812—1814. - Америчко-британски рат
- 1814. — Шведско-норвешки рат
- 1817—1864. - Кавкаски рат, зван и Руско освајање Кавказа
- 1821—1829. - Грчки рат за независност
- 1824. - 1826. - Први англо-бурмански рат
- 1825—1829. - Аргентинско-бразилски рат
- 1832. - Рат Црног Јастреба
- 1839—1842. - Први опијумски рат, зван и Први англо-кинески рат
- 1846—1848. - Мексичко-амерички рат, зван и Америчко-мексички рат
- 1848. — Мађарска револуција 1848.
- 1848. — Мађарско-српски рат 1848.
- 1853—1856. - Кримски рат
- 1856—1860. - Други опијумски рат
- 1859. — Аустријско-сардинијски рат, зван као Француско-аустријски рат и Други рат за независност Италије и Други рат за уједињење Италије
- 1861—1865. - Амерички грађански рат
- 1864—1870. - Парагвајски рат, зван и Рат Тројног савеза
- 1866. — Аустријско-пруски рат
- 1870—1871. - Француско-пруски рат
- 1876—1878. - Српско-турски ратови (1876—1878)
  - 1876—1877. - Први српско-турски рат
  - 1876—1878. - Црногорско-турски рат (1876—1878.)
  - 1877—1878. - Други српско-турски рат
- 1876. — Априлски устанак
- 1877—1878. - Руско-турски рат 1877—1878.
- 1879—1883. - Пацифички рат (1879)
- 1885. — Српско-бугарски рат (1885)
- 1893. — Рифски рат (1893), зван као Мелиљски рат и Маргалски рат
- 1894—1895. - Први кинеско-јапански рат
- 1896. — Англо-занзибарски рат
- 1898. — Шпанско-амерички рат
- 1899—1902. - Бурски рат
- 1904—1905. - Руско-јапански рат
- 1906—1911. − Српско-аустроугарски царински рат
- 1909. — Рифски рат (1909)
- 1910—1920. - Мексичка револуција
- 1911—1912. - Италијанско-турски рат
- 1912—1913. - Балкански ратови
  - 1912—1913. - Први балкански рат
  - 1913. — Други балкански рат

## Модерно доба
- 1914—1918. - Први светски рат
- 1918—1922. - Руски грађански рат
- 1919—1921. - Пољско-совјетски рат
- 1919—1921. - Ирски рат за независност
- 1919—1923. - Турски рат за независност
- 1920. — Валонски рат, зван и Албанска побуна 1920.
- 1920—1922. - Грчко-турски рат 1919—1922.
- 1920. — Рифски рат (1920), зван као Рат за Мелиљу и Други марокански рат
- 1927—1950. - Кинески грађански рат
- 1932—1935. - Чако рат
- 1935—1936. - Други италијанско-абесински рат
- 1936—1939. - Шпански грађански рат
- 1939—1945. - Други светски рат
  - 1937—1945. - Кинеско-јапански рат (1937—1945), зван и Други кинеско-јапански рат
  - 1939—1940. - Совјетско-јапански гранични рат (1939)
  - 1939—1940. - Лажни рат, зван и Замрачен рат
  - 1939—1945. - Народноослободилачка борба Албаније
  - 1939. — Зимски рат
  - 1940—1943. - Медитерански рат, зван и битка за Медитеран
  - 1940—1941. - Грчко-италијански рат
  - 1941. — Априлски рат
  - 1941—1945. - Народноослободилачки рат (НОР), зван као и Народноослободилачка борба (НОБ) и Социјалистичка револуција
  - 1941. — Англо-ирачки рат
  - 1941—1944. - Настављени рат
  - 1944—1945. - Лапонски рат
- 1945—1991. - Хладни рат
- 1946—1949. - Грађански рат у Грчкој
- 1946—1954. - Први индокинески рат, зван и Француско-индокинески рат
- 1947. — Индијско-пакистански рат 1947., зван као Први индијско-пакистански рат и Први индијско-кашмирски рат
- 1948. — Грађански рат у Костарики
- 1948—1949. - Арапско-израелски рат 1948.
- 1950—1953. - Корејски рат
- 1953—1959. - Кубанска револуција
- 1953—1975. - Грађански рат у Лаосу
- 1954—1962. - Алжирски рат за независност
- 1955—1972. - Први судански грађански рат
- 1955—1975. - Вијетнамски рат, зван и Други индокинески рат
- 1960—1962. - Кинеско-индијски рат, зван и Хималајски рат
- 1961—1974. - Португалски колонијални рат
  - 1961—1974. - Анголски рат за независност
  - 1963—1974. - Рат за независност Гвинеје Бисао
  - 1964—1974. - Рат за независност Мозамбика
- 1964—1979. - Родезијски грађански рат
- 1965. — Други индијско-пакистански рат, зван и Други индијско-кашмирски рат
- 1966—1988. - Намибијски рат за независност
- 1967—1975. - Грађански рат у Камбоџи
- 1967. — Шестодневни рат
- 1968—1970. - Рат исцрпљивања
- 1970. — Јордански грађански рат
- 1971. — Бангладешки ослободилачки рат
- 1971. — Индијско-Пакистански рат 1971., зван као Трећи индијско-пакистански рат и Трећи индијско-кашмирски рат
- 1973. — Јом Кипурски рат, зван као и Рамазански рат и Октобарски рат
- 1974—1991. - Етиопски грађански рат
- 1974—2002. - Анголски грађански рат
- 1975—1990. - Либански грађански рат
- 1976. — Западносахарски рат
- 1976—1978. - Огаденски рат
- 1977—1992. - Грађански рат у Мозамбику
- 1978—1979. - Угандско-танзанијски рат, зван и Ослободилачки рат у Уганди
- 1979. — Кинеско-вијетнамски рат
- 1979—1989. - Совјетско-авганистански рат
- 1979—1992. - Салвадорски грађански рат
- 1980—1988. - Ирачко-ирански рат, зван и Први заливски рат
- 1982. — Либански рат 1982.
- 1982. — Фокландски рат
- 1983—2005. - Други судански грађански рат
- 1984—2009. - Грађански рат на Шри Ланки
- 1990—1994. - Грађански рат у Руанди
- 1990—1991. - Распад СССР-a
  - 1988—1994. - Рат за Нагорно-Карабах
  - 1991—1992. - Рат у Јужној Осетији
  - 1991—1993. - Грађански рат у Грузији
  - 1992—1997. - Грађански рат у Таџикистану
  - 1992. — Рат у Молдавији
- 1989—2003. - Грађански рат у Либерији
  - 1989—1996. - Први грађански рат
  - 1999—2003. - Други грађански рат
- 1990—1991. - Заливски рат, зван и Други заливски рат
- 1991—1995. - Распад СФР Југославије
  - 1991. — Рат у Словенији, зван као Словеначки рат за независност и Десетодневни рат
  - 1991—1995. - Рат у Хрватској, зван као Рат у Крајини и Домовински рат
  - 1992—1995. - Рат у БиХ, зван као Грађански рат у БиХ и Рат у Босни и Херцеговини
- 1993—2002. - Грађански рат у Алжиру
- 1994—1996. - Први чеченски рат
- 1996—1997. - Први рат у Конгу
- 1996—1999. - Косовски рат
  - 1999. — НАТО бомбардовање СР Југославије
- 1998—2003. - Други рат у Конгу
- 1998—1999. - Еритрејско-етиопски рат
- 1999. — Каргилски рат
- 1999—2009Други чеченски рат
- 1999—2001. - Рат на југу Србије
- 2001. — Рат у Македонији
- 2001—2021.  Рат у Авганистану
- 2001—данас Рат против тероризма, зван и Рат против терора
- 2002—2003. - Грађански рат у Обали Слоноваче
- 2003—данас Дарфурски рат
- 2003—2011. Рат у Ираку, зван и Трећи заливски рат — 2 фазе:
  - Америчка инвазија Ирака
  - Америчка окупација Ирака
- 2004—данас Рат у северозападном Пакистану
- 2005—данас Грађански рат у Чаду
- 2006. — Либански рат 2006.
- 2006—2009 Рат у Сомалији
- 2008—Рат у Јужној Осетији, зван и Рат у Грузији 2008.
- 2008—2009. - Рат у Појасу Газе, зван и Операција Ливено олово
- 2011. — Рат у Либији
- 2011—данас Рат у Сирији
- 2014. - Рат на истоку Украјине
- 2020. — Рат у Нагорно-Карабаху
- 2022. — данас – Инвазија Русије на Украјину
- 2023. — данас - Трећи рат за Нагорно-Карабах